# Women's Pro Tennis Classic
Il Women's Pro Tennis Classic è un torneo professionistico di tennis giocato su campi in cemento. Fa parte dell'ITF Women's Circuit. Si gioca annualmente a Kansas City negli Stati Uniti.

## Albo d'oro

### Singolare
| Anno | Campionessa       | Finalista      | Punteggio |
| ---- | ----------------- | -------------- | --------- |
| 2011 | Varvara Lepchenko | Romina Oprandi | 6–4, 6–1  |

### Doppio
| Anno | Campionesse                  | Finaliste                      | Punteggio        |
| ---- | ---------------------------- | ------------------------------ | ---------------- |
| 2011 | Maria Abramović Eva Hrdinová | Jamie Hampton Ajla Tomljanović | 2–6, 6–2, [10–4] |